# Lucé-sous-Ballon
Lucé-sous-Ballon é uma comuna francesa na região administrativa do País do Loire, no departamento de Sarthe. Estende-se por uma área de 6.78 km². Em 2010 a comuna tinha 104 habitantes (densidade: 15,3 hab./km²).